# Pěčnov
Pěčnov település Csehországban, a Prachaticei járásban. Pěčnov Chlumany, Husinec, Dvory és Vlachovo Březí településekkel határos. Lakosainak száma 169 fő (2024. január 1.).

## Népesség
A település lakosságának változását az alábbi diagram mutatja:
| Lakosok száma | 156  | 157  | 149  | 104  | 47   | 125  | 142  | 146  | 146  | 169  |
|               | 1869 | 1900 | 1921 | 1961 | 1980 | 2011 | 2016 | 2019 | 2021 | 2024 |